# Amaranthaceae
Le Amarantacee (Amaranthaceae Juss., 1789) sono una famiglia di angiosperme dell'ordine Caryophyllales.
La famiglia conta più di 2040 specie. Molte di queste sono arbustive, fruticose o erbacee, poche specie formano anche alberi e altre sono rampicanti.
Secondo il sistema di Classificazione APG la famiglia fa parte dell'ordine Caryophyllales; con questa classificazione, nelle Amarantacee sono state fatte confluire anche le specie tradizionalmente classificate all'interno della famiglia delle Chenopodiaceae oggi non più valida.
Le Amarantacee comprendono specie di interesse agrario quali la bietola (Beta vulgaris), la quinoa (Chenopodium quinoa), gli spinaci (Spinacia oleracea).

## Descrizione

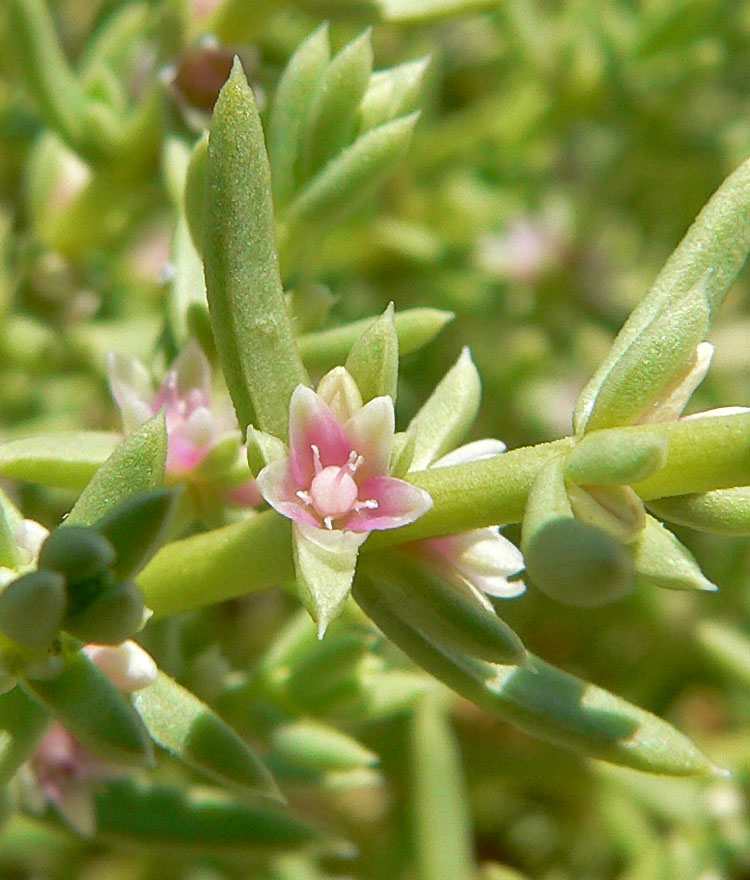
Fiore di una Amarantacea (Nitrophila occidentalis)

Nella maggior parte delle specie, le foglie sono semplici, alternate od opposte, ed in alcuni casi succulente o ridotte a squame. Non presentano mai stipole.
I fiori possono essere sia singoli che raggruppati in infiorescenze di vario tipo, e nella maggior parte dei casi bisessuati, provvisti cioè sia di stami che di ovario. Presentano un perigonio per lo più pentamero (talvolta fino a 8 tepali), 5 stami. l'ovario è supero.
I frutti sono nella maggioranza dei casi delle capsule.

## Distribuzione e habitat
Si tratta di una famiglia con distribuzione cosmopolita; sebbene molte delle sue specie siano concentrate nelle regioni a clima tropicale, alcuni generi cone Chenopodium sono diffusi anche nelle zone fredde e temperate.
La maggior parte delle specie delle Amarantacee sono native dell'Africa e dell'America, anche se, come detto, nel complesso la famiglia è distribuita nel mondo intero.
Alcune di queste specie sono considerate piante infestanti, sebbene alcune particolari specie vengano anche coltivate a scopi ornamentali o alimentari, specialmente le specie appartenenti ai generi Alternanthera, Amaranthus, Celosia e Iresine. Altre specie notevoli sono le specie del genere Salsola. Queste ultime, come molte altre appartenenti alla famiglia, sono alofite, crescono cioè in prevalenza in suoli ricchi di sale.

## Tassonomia

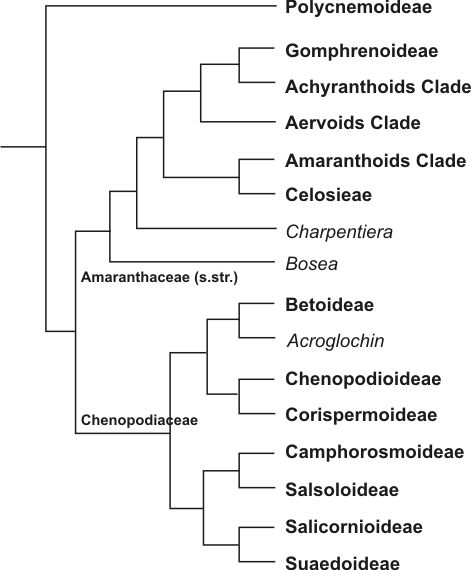
Cladogramma delle Amaranthaceae s.l., modificato e semplificato, basato sulle ricerche di Müller & Borsch 2005, Kadereit et al. 2006, Sanchez del-Pino et al. 2009

La classificazione APG colloca la famiglia Amaranthaceae nell'ordine Caryophyllales e include in questo raggruppamento i generi in precedenza attribuiti alle Chenopodiaceae.
La monofilia delle Amaranthaceae sensu lato è stata fortemente supportata da analisi morfologiche e filogenetiche.
Gli studi filogenetici hanno classificato i generi delle Chenopodiaceae in otto distinte sottofamiglie: Polycnemoideae, Betoideae, Camphorosmoideae, Chenopodioideae, Corispermoideae, Salicornioideae, Salsoloideae e Suaedoideae.
In questa classificazione quindi le Amaranthaceae s.l. sono divise in 10 sottofamiglie con circa 180 generi e 2.500 specie.
- Sottofamiglia Amaranthoideae

- Achyranthes L.
- Achyropsis (Moq.) Hook.f.
- Aerva Forssk.
- Allmania R.Br. ex Wight
- Allmaniopsis Suess.
- Amaranthus L.
- Arthraerua (Kuntze) Schinz
- Bosea L.
- Calicorema Hook.f.
- Celosia L.
- Centema Hook.f.
- Centemopsis Schinz
- Centrostachys Wall.
- Chamissoa Kunth
- Charpentiera Gaudich.
- Chionothrix Hook.f.
- Cyathula Blume
- Cyphocarpa Lopr.
- Dasysphaera Volkens ex Gilg
- Deeringia R.Br.
- Digera Forssk.
- Eriostylos C.C.Towns.
- Henonia Moq.
- Herbstia Sohmer
- Hermbstaedtia Rchb.
- Indobanalia A.N.Henry & B.Roy
- Lagrezia Moq.
- Lecosia Pedersen
- Leucosphaera Gilg
- Lopriorea Schinz
- Marcelliopsis Schinz
- Mechowia Schinz
- Nelsia Schinz
- Neocentema Schinz
- Nothosaerva Wight
- Nototrichium Hillebr.
- Nyssanthes R.Br.
- Omegandra G.J.Leach & C.C.Towns.
- Ouret Adans.
- Pandiaka Benth. & Hook.f.
- Paraerva T.Hammer
- Pleuropetalum Hook.f.
- Pleuropterantha Franch.
- Polyrhabda C.C.Towns.
- Psilotrichopsis C.C.Towns.
- Psilotrichum Blume
- Ptilotus R.Br.
- Pupalia Juss.
- Rosifax C.C.Towns.
- Saltia R.Br. ex Moq.
- Sericocoma Fenzl
- Sericocomopsis Schinz
- Sericorema Lopr.
- Sericostachys Gilg & Lopr.
- Siamosia K.Larsen & T.Myndel Pedersen
- Stilbanthus Hook.f.
- Trichuriella Bennet
- Volkensinia Schinz
- Wadithamnus T.Hammer & R.W.Davis

- Sottofamiglia Betoideae

- Acroglochin Schrad.
- Aphanisma Nutt. ex Moq.
- Beta L.
- Hablitzia M.Bieb.
- Oreobliton Durieu & Moq.
- Patellifolia A.J.Scott, Ford-Lloyd & J.T.Williams

- Sottofamiglia Camphorosmoideae

- Bassia All.
- Camphorosma L.
- Chenolea Thunb.
- Didymanthus Endl.
- Dissocarpus F.Muell.
- Enchylaena R.Br.
- Eokochia Freitag & G.Kadereit
- Eremophea Paul G.Wilson
- Eriochiton (R.H.Anderson) A.J.Scott
- Grubovia Freitag & G.Kadereit
- Maireana Moq.
- Malacocera R.H.Anderson
- Neobassia A.J.Scott
- Neokochia (Ulbr.) G.L.Chu & S.C.Sand.
- Osteocarpum F.Muell.
- Roycea C.A.Gardner
- Sclerolaena R.Br.
- Spirobassia Freitag & G.Kadereit
- Threlkeldia R.Br.

- Sottofamiglia Chenopodioideae

- Archiatriplex G.L.Chu
- Atriplex L.
- Axyris L.
- Baolia H.W.Kung & G.L.Chu
- Blitum L.
- Ceratocarpus L.
- Chenopodiastrum S.Fuentes, Uotila & Borsch
- Chenopodium L.
- Dysphania R.Br.
- Exomis Fenzl ex Moq.
- Extriplex E.H.Zacharias
- Grayia Hook. & Arn.
- Holmbergia Hicken
- Krascheninnikovia Gueldenst.
- Lipandra Moq.
- × Lipastrum Mosyakin
- Manochlamys Aellen
- Microgynoecium Hook.f.
- Micromonolepis Ulbr.
- Neomonolepis Sukhor.
- Oxybasis Kar. & Kir.
- Proatriplex (W.A.Weber) Stutz & G.L.Chu
- Spinacia L.
- Stutzia E.H.Zacharias
- Suckleya A.Gray
- Teloxys Moq.

- Sottofamiglia Corispermoideae
  - Agriophyllum M.Bieb. ex C.A.Mey.
  - Anthochlamys Fenzl ex Endl.
  - Corispermum L.
- Sottofamiglia Gomphrenoideae

- Alternanthera Forssk.
- Froelichia Moench
- Froelichiella R.E.Fr.
- Gomphrena L.
- Guilleminea Kunth
- Hebanthe Mart.
- Hebanthodes Pedersen
- Iresine P.Browne
- Pedersenia Holub
- Pfaffia Mart.
- Pseudoplantago Suess.
- Quaternella Pedersen
- Tidestromia Standl.
- Xerosiphon Turcz.

- Sottofamiglia Polycnemoideae
  - Hemichroa R.Br.
  - Nitrophila S.Watson
  - Polycnemum L.
  - Surreya R.Masson & G.Kadereit
- Sottofamiglia Salicornioideae

- Allenrolfea Kuntze
- Arthrocaulon Piirainen & G.Kadereit
- Arthroceras Piirainen & G.Kadereit
- Halocnemum M.Bieb.
- Halopeplis Bunge ex Ung.-Sternb.
- Halostachys C.A.Mey.
- Heterostachys Ung.-Sternb.
- Kalidium Moq.
- Mangleticornia P.W.Ball, G.Kadereit & Cornejo
- Microcnemum Ung.-Sternb.
- Salicornia L.
- Tecticornia Hook.f.

- Sottofamiglia Salsoloideae

- Agathophora (Fenzl) Bunge
- Akhania Sukhor.
- Anabasis L.
- Arthrophytum Schrenk
- Caroxylon Thunb.
- Climacoptera Botsch.
- Cornulaca Delile
- Cyathobasis Aellen
- Fadenia Aellen & C.C.Towns.
- Gamanthus Bunge
- Girgensohnia Bunge ex Fenzl
- Halanthium K.Koch
- Halarchon Bunge
- Halimocnemis C.A.Mey.
- Halocharis Moq.
- Halogeton C.A.Mey. ex Ledeb.
- Halothamnus Jaub. & Spach
- Haloxylon Bunge ex Fenzl
- Hammada Iljin
- Horaninovia Fisch. & C.A.Mey.
- Iljinia Korovin ex Iljin
- Kaviria Akhani & Roalson
- Lagenantha Chiov.
- Nanophyton Less.
- Noaea Moq.
- Nucularia Batt.
- Ofaiston Raf.
- Oreosalsola Akhani
- Petrosimonia Bunge
- Piptoptera Bunge
- Pyankovia Akhani & Roalson
- Rhaphidophyton Iljin
- Salsola L.
- Sevada Moq.
- Soda (Dumort.) Fourr.
- Sympegma Bunge
- Traganopsis Maire & Wilczek
- Traganum Delile
- Turania Akhani & Roalson
- Xylosalsola Tzvelev

- Sottofamiglia Suaedoideae
  - Bienertia Bunge ex Boiss.
  - Suaeda Forssk. ex J.F.Gmel.